# Валявин, Геннадий Георгиевич
Геннадий Георгиевич Валявин (25.12.1938, с. Зилаир Зилаирского района БАССР — 16.10.2017, Уфа) — российский учёный в области промышленных технологий, доктор технических наук (1987).

## Биография
Окончил технологический факультет Уфимского нефтяного института (1966).
С 1966 г. работал в Институте проблем нефтехимпереработки (ИПНХП): младший научный сотрудник, старший научный сотрудник, с 1976 зав. лабораторией, в 1978—1987 и 1994—2000 зав. отделом, в 1987—94 зам. директора.
С 2000 г. ведущий научный сотрудник кафедры технологии нефти и газа УГНТУ.
Доктор технических наук (1987). Докторская диссертация:
- Закономерности физико-химических явлений в нефтяных дисперсных системах и схемы глубокой переработки нефти на базе термических процессов. Дис. док. техн. наук. Уфа. 1986.

Сфера научных интересов — кинетика и механизм термических превращений различных видов нефтяного сырья, физико-химическая механика высокотемпературного нагрева нефтяных систем.
Участвовал в разработке:
- технологии промышленного производства игольчатого кокса,
- установок замедленного коксования,
- процессов термического крекинга и висбрекинга.

Руководил разработкой технологии замедленного коксования, позволившей впервые в России достичь глубины переработки нефти до 95 %.
Изобретатель СССР (1979).

## Научные труды
Автор свыше 300 научных публикаций и 85 изобретений.
Сочинения:
- Физико-химические особенности термолиза сложных углеводородных систем. Эксперимент. Теория. Технология [Текст] = Physico-chtvical features of pyrolysis of hydrocarbon complex systems. Experiment, theory, engineering / Г. Г. Валявин, М. Ю. Доломатов, А. И. Ылясов, Н. Ф. Юрченко; под редакцией д.х.н., проф. Доломатова М. Ю. — Санкт-Петербург : Недра, 2017. — 350 с. : ил., табл.; 21 см; ISBN 978-5-905153-92-1: 1000 экз.
- Современные и перспективные термолитические процессы глубокой переработки нефтяного сырья [Текст] : научное издание / Г. Г. Валявин [и др.]; ред. С. А. Ахметов ; УГНТУ, каф. ТНГ, НИЧ. — СПб. : Недра, 2010. — 224 с.